# هیتوشی نوزاکی
هیتوشی نوزاکی (انگلیسی: Hitoshi Nozaki؛ زادهٔ ۱۹۲۲) شیمی‌دان اهل ژاپن بود. زمینه تخصصی او شیمی آلی بود و در زمان حیاتش، از او به عنوان رئیس تحقیقات شیمی آلی ژاپن یاد شده است. نوزاکی در عرصه شیمی بیشتر برای دستاوردش در ارایه واکنش نوزاکی–هیاما–کیشی شناخته می‌شود.